# Beszowa
Beszowa – wieś w Polsce położona w województwie świętokrzyskim, w powiecie staszowskim, w gminie Łubnice.
W latach 1975–1998 miejscowość należała administracyjnie do województwa tarnobrzeskiego.

## Części miejscowości
| SIMC    | Nazwa    | Rodzaj    |
| ------- | -------- | --------- |
| 0798370 | Wymysłów | część wsi |
| 0798386 | Zakupne  | część wsi |

## Historia

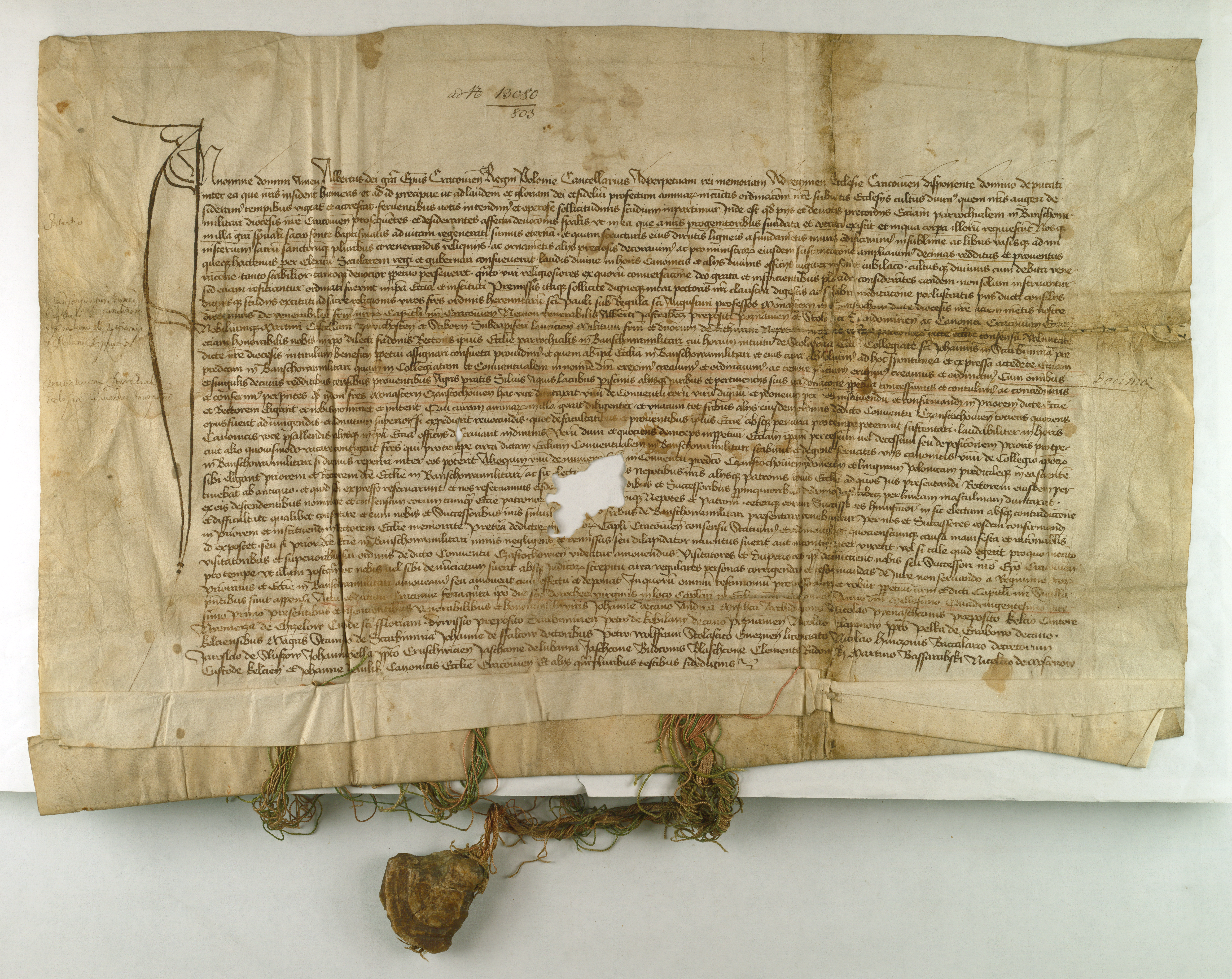
Wojciech Jastrzębiec, biskup krakowski, zmienia kościół parafialny w Beszowie na klasztorną kolegiatę i osadza w niej paulinów z Częstochowy (dokument pergaminowy z 1421 r. z zasobu AGAD).

Pierwsze wzmianki o Beszowej pochodzą z XIV wieku. Wieś została wspomniana w 1341 w bulli papieża Bededykta XII. Wiele wskazuje jednak na jej osadzenie w wieku XIII bowiem już w roku 1325 Beszowa (Bansowa) dzieli się na rycerską (szlachecką) Bansowa Militaris i biskupią Bansowa episcopalis.
W pierwszej plebanem był Piotr (z nazwiska nieznany), drugiej Jan Zertko, obaj płacą świętopietrze. Bieszowa należy wówczas do dekanatu w Książnicach (obecnie nieistniejącego).

## Zabytki
- zespół klasztorny paulinów, wpisany do rejestru zabytków nieruchomych (nr rej.: A.852/1-3 z 16.10.1956, z 19.02.1966 i z 24.02.1977)[8]:
  - kościół obecnie parafialny pw. św. Apostołów Piotra i Pawła, zbudowany 1407, restaurowany w 1697, a następnie 1886–1889, gotycki, z fundacji biskupa Wojciecha Jastrzębca,
  - skrzydło klasztorne, obecnie spełniająca funkcję plebanii, z I ćwierci XV wieku, restaurowane w 1910,
  - drewniana dzwonnica z XVII w.
- stara część parafialnego cmentarza (nr rej.: A.853 z 19.10.1989)[8]
- kamienna figura przydrożna z XVIII wieku
- cmentarze przykościelne; na jednym z nich zbiorowa mogiła powstańców 1863 r.